# Aleksandr Kluszew
Aleksandr Kluszew, ros. Александр Клюшев (ur. 23 grudnia 1983, Niandoma, Obwód archangielski) – rosyjski trójboista siłowy i strongman.
Jeden z najlepszych rosyjskich siłaczy. Mistrz Rosji Strongman w roku 2008.

## Życiorys
Aleksandr Kluszew dorastał w miasteczku Niandoma, w północno-zachodniej Rosji. W 1995 r. rozpoczął treningi judo, a w 1997 r. rozpoczął treningi siłowe. Z sukcesami uprawiał trójbój siłowy. Rozpoczął treningi jako siłacz w roku 2006.
W 2002 r. rozpoczął studia historyczne na uniwersytecie w mieście Włodzimierz nad Klaźmą, które ukończył w 2007 r.
Wziął udział w indywidualnych Mistrzostwach Świata Strongman 2009, jednak nie zakwalifikował się do finału.
Pracuje jako funkcjonariusz rosyjskiej milicji.
Mieszka w mieście Włodzimierz nad Klaźmą.
Wymiary:
- wzrost 187 cm
- waga 135 - 145 kg

Rekordy życiowe:
- przysiad 420 kg
- wyciskanie 280 kg
- martwy ciąg 420 kg

## Osiągnięcia strongman
- 2006
  - 7. miejsce - Super Seria 2006: Moskwa
  - 8. miejsce - Puchar Świata Siłaczy 2006: Podolsk
- 2007
  - 3. miejsce - Drużynowe Mistrzostwa Świata Strongman 2007
  - 2. miejsce - Mistrzostwa Rosji Strongman
- 2008
  - 3. miejsce - Arnold Strongman Challenge, Kijów[3]
  - 2. miejsce - Drużynowe Mistrzostwa Świata Strongman 2008
  - 1. miejsce - Mistrzostwa Rosji Strongman
- 2009
  - 3. miejsce - Liga Mistrzów Strongman 2009: Bratysława